# How Willie Raised Tobacco
How Willie Raised Tobacco è un cortometraggio muto del 1911. Il film non riporta il nome del regista.

## Produzione
Il film fu prodotto dalla Edison Manufacturing Company.

## Distribuzione
Distribuito dalla General Film Company, il film - un cortometraggio in una bobina - uscì nelle sale cinematografiche statunitensi il 28 giugno 1911.